# Symbolische antropologie
Symbolische antropologie (of in ruimere zin, symbolische en interpretatieve antropologie) is een onderscheiden tak binnen de culturele antropologie die cultuur beschouwt als een symbolisch systeem dat voornamelijk ontstaat vanuit menselijke interpretaties van de wereld. Het wordt meestal gezien in contrast met de meer empirisch gerichte takken van de antropologie zoals het cultureel materialisme. Prominente symbolische antropologen zijn Clifford Geertz, David Schneider, Victor Turner en Mary Douglas. Meer obscure symbolische antropologen, maar toch redelijk invloedrijk zijn Terence Turner, en Nancy Munn.